# Chevreul Cliffs
I Chevreul Cliffs sono un gruppo di pareti rocciose alte circa 1.500 m situate a est del Monte Dewar, nella Scarpata dei Pionieri della Catena di Shackleton, nella Terra di Coats in Antartide. 
Furono fotografati dagli aerei della U.S. Navy nel 1967 e ispezionati successivamente nel 1968-71 dalla British Antarctic Survey. Ricevettero questa denominazione dal Comitato britannico per i toponimi antartici in associazione con il gruppo degli esploratori polari presenti nella zona, in onore del chimico francese Michel Eugène Chevreul, le cui ricerche sulla natura chimica dei grassi lo portò nel 1923 all'invenzione delle candele di stearina, molto utilizzate poi dagli esploratori polari.